# Ljudet av ditt hjärta (musikalbum)
Ljudet av ditt hjärta släpptes 2009 på Lionhearts etikett "Kavalkad" och är ett studioalbum av det svenska dansbandet Drifters. Albumet innehåller flera Kikki Danielsson-referenser, med covers på hennes låtar "Nashville, Tennessee" och "Öppna vatten". Även "Islands in the Stream" (också den som "Öar i ett hav"), "You Don't Have to Say You Love Me" ("Io che non vivo senza te") och "Walk on By" har spelats in av henne.

## Låtlista
| Nr  | Titel                                                                        | Låtskrivare                                                                      | Längd |
| --- | ---------------------------------------------------------------------------- | -------------------------------------------------------------------------------- | ----- |
| 1.  | "Jag älskar dig"                                                             | Mats Tärnfors                                                                    | 3.39  |
| 2.  | "Ljudet av ditt hjärta"                                                      | Thomas G:son, Henrik Sethsson                                                    | 3.38  |
| 3.  | "Ring ring"                                                                  | Benny Andersson, Björn Ulvaeus, Stikkan Anderson                                 | 2.56  |
| 4.  | "Öar i ett hav" ("Islands in the Stream"), med Kjelle Danielsson från Jannez | Barry Gibb, Maurice Gibb, Robin Gibb, svenskspråkig text: Ingela "Pling" Forsman | 3.58  |
| 5.  | "För den du är"                                                              | Bobby Ljunggren/Sonja Aldén/Fredrik Kempe                                        | 3.06  |
| 6.  | "Kan man kyssa"                                                              | Kent Liljefjäll, Magnus Persson                                                  | 3.13  |
| 7.  | "Lev livet med mig"                                                          | Thomas G:son, Henrik Sethsson                                                    | 3.27  |
| 8.  | "Nashville, Tennessee"                                                       | Lasse Holm, Ingela "Pling" Forsman                                               | 3.08  |
| 9.  | "Himmelen för mig"                                                           | Kent Liljefjäll, Magnus Persson, Ulf Georgsson                                   | 3.23  |
| 10. | "En chans till"                                                              | Thomas G:sson, Henrik Sethsson                                                   | 3.07  |
| 11. | "You Don't Have to Say You Love Me" ("Io che non vivo senza te")             | Simon Napier-Bell, Vicki Wickham, Pino Donaggio, Vito Pallavicini                | 3.36  |
| 12. | "Öppna vatten"                                                               | Pierre Breidensjö, Jörgen Johansson                                              | 2.48  |
| 13. | "Mitt hjärta brinner än"                                                     | Kent Liljefjäll, Marcus Persson, Ulf Georgsson                                   | 3.09  |
| 14. | "Walk on By"                                                                 | Kendal Hayes                                                                     | 3.36  |
| 15. | "Så länge vi har varann"                                                     | Kent Liljefjäll, Bobby Ljunggren, Ulf Georgsson                                  | 3.10  |

### Drifters
- Mattias - Trummor
- Ronny - Gitarr
- Erica - Sång och saxofon
- Stellan - Klaviatur
- Kent - Bas

- Producerad, arrangerad och mixad av: Kent Liljefjäll och Martin Klaman
- A & R: Pär Winberg
- Mastering: Uffe Börjesson, Earhear
- Design: Johan Lindberg
- Foto: Thomas Harrysson
- Smink: Kia Wennberg
- Hår: Micke Gardell
- Koordination: Fredrik Järnberg

## Listplaceringar
| Lista (2009) | Topplacering |
| ------------ | ------------ |
| Sverige      | 3            |

### Fotnoter
1. ↑  Dansbandsbloggen 16 augusti 2009 - Melodifestivalen nästa för Drifters-Erica? Arkiverad 11 augusti 2010 hämtat från the Wayback Machine.
2. ↑  Information i Svensk mediedatabas.
3. ↑  Placering på den svenska albumlistan